# Кекеши, Андреа
А́ндреа Ке́кеши (венг. Kékesy Andrea; 17 сентября 1926, Будапешт, Венгрия — декабрь 2024, Канада) — венгерская фигуристка, выступавшая в парном разряде. В паре с Эде Кираем она — серебряный призёр зимних Олимпийских игр в Санкт-Морице, чемпионка мира 1949, двукратная чемпионка Европы 1948 — 1949 и четырёхкратная чемпионка Венгрии 1944 — 1949. Умерла в декабре 2024 года в Канаде в возрасте 98 лет.

## Результаты выступлений
| Соревнования       | 1944 | 1947 | 1948 | 1949 |
| ------------------ | ---- | ---- | ---- | ---- |
| Олимпийские игры   |      |      | 2    |      |
| Чемпионаты мира    |      |      | 2    | 1    |
| Чемпионаты Европы  |      |      | 1    | 1    |
| Чемпионаты Венгрии | 1    | 1    | 1    | 1    |